# Zofia Skrzypek-Mrowiec
Zofia Maria Skrzypek-Mrowiec (ur. 15 maja 1946 w Bielsku) – polska polityk, architektka, senator V kadencji.

## Życiorys
W 1969 ukończyła studia na Wydziale Architektury Politechniki Krakowskiej. W tym samym roku podjęła pracę w Biurze Projektów Funduszu Wczasów Pracowniczych w Bielsku-Białej. Później pracowała m.in. w Biurze Projektów Inwestycji Produkcyjnych i Technologii Budownictwa Miejskiego „Śląsk” oraz w Pracowni Projektowej PTTK (jako starszy projektant i kierownik zespołu architektonicznego). W 1974 uzyskała uprawnienia budowlane do sporządzania projektów budowlanych i architektonicznych wszelkich obiektów budowlanych, w 1995 uzyskała kwalifikacje projektowania, nadzorowania i kierowania pracami budowlanymi w obiektach zabytkowych. Kształciła się także w ramach studium budowy obiektów sakralnych na Papieskiej Akademii Teologicznej w Krakowie (1984–1986). W 1992 zaczęła prowadzić własną pracownię projektową Pro-Arch w Bielsku-Białej, w 2002 została członkinią Śląskiej Okręgowej Izby Architektów. Realizowała projekty architektoniczne obiektów mieszkalnych, wczasowych, sanatoryjnych, szpitalnych, szkolnych, sportowych i sakralnych.
W latach 1980–1981 należała do „Solidarności”. Działaczka organizacji katolickich, m.in. Stowarzyszenia Rodzina Polska. W wyborach samorządowych w 2002 bez powodzenia ubiegała się o mandat radnej sejmiku śląskiego z listy Ligi Polskich Rodzin. We wrześniu 2004 kandydowała z ramienia tej partii w wyborach uzupełniających rozpisanych po przejściu Grażyny Staniszewskiej do Parlamentu Europejskiego, uzyskując w wyniku głosowania mandat senatora z okręgu bielskiego. Zasiadała w Komisji Skarbu Państwa i Infrastruktury. W 2005 bez powodzenia ubiegała się o reelekcję.